# William Richmond (Biochemiker)
William „Bill“ Richmond (* 21. November 1941 in Springfield bei Cupar, Fife; † 18. August 2010 bei Advie, Moray) war ein schottischer Biochemiker, bekannt für einen Test auf Cholesterol im Blut (Richmond Process, 1973), der weltweit genutzt wurde. Er forschte über den Fettstoffwechsel.
Er war der Sohn eines Bankangestellten und einer Postangestellten. Er studierte Chemie an der University of St. Andrews, bevor er für das Victoria Hospital in Kirkcaldy arbeitete. Danach forschte er für den Medical Research Council in dessen klinischem Forschungszentrum in Harrow (Northwick Park Hospital), wo er auch den Test auf Cholesterol entwickelte und 1973 veröffentlichte.
Später war er Biochemiker Berater (Consultant) in Londoner Krankenhäusern und insbesondere am St. Mary´s Hospital in Paddington, wo er 2006 als Leiter der Chemischen Pathologie in den Ruhestand ging. Dort untersuchte er mit Robert Elkeles den Zusammenhang von Cholesterol, Blutdruck, Gefäßerkrankungen und Diabetes. Er führte Tests aus, um die Verträglichkeit und Wirkung verschiedener Menschen auf Fette zu untersuchen.
Er zog keinen finanziellen Gewinn aus seinem Test. Richmond spielte Dudelsack und komponierte auch eigene Melodien für den Dudelsack. Er entwarf auch seine eigenen Tartan-Muster und ein weiteres Hobby war Fliegenfischen. Er starb beim Fischen im Fluss Spey bei Advie Bridge, als er ausrutschte und von der Strömung erfasst wurde.

## Schriften
- mit Michael Feher: Lipids and Lipid Disorders, Mosby 2000
- Preparation and properties of a cholesterol oxidase from Nocardia sp. and its application to the enzymatic assay of total cholesterol in serum, Clin. Chem., Band 19, 1973, S. 1350–1356